# Dibujante de prensa

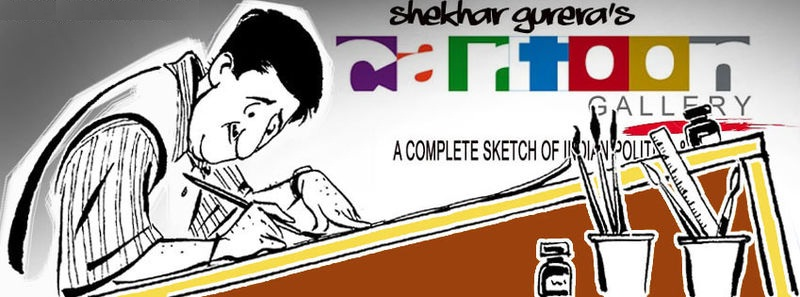
Auto-caricatura, creación del cartunista editorial Shekhar Gurera.

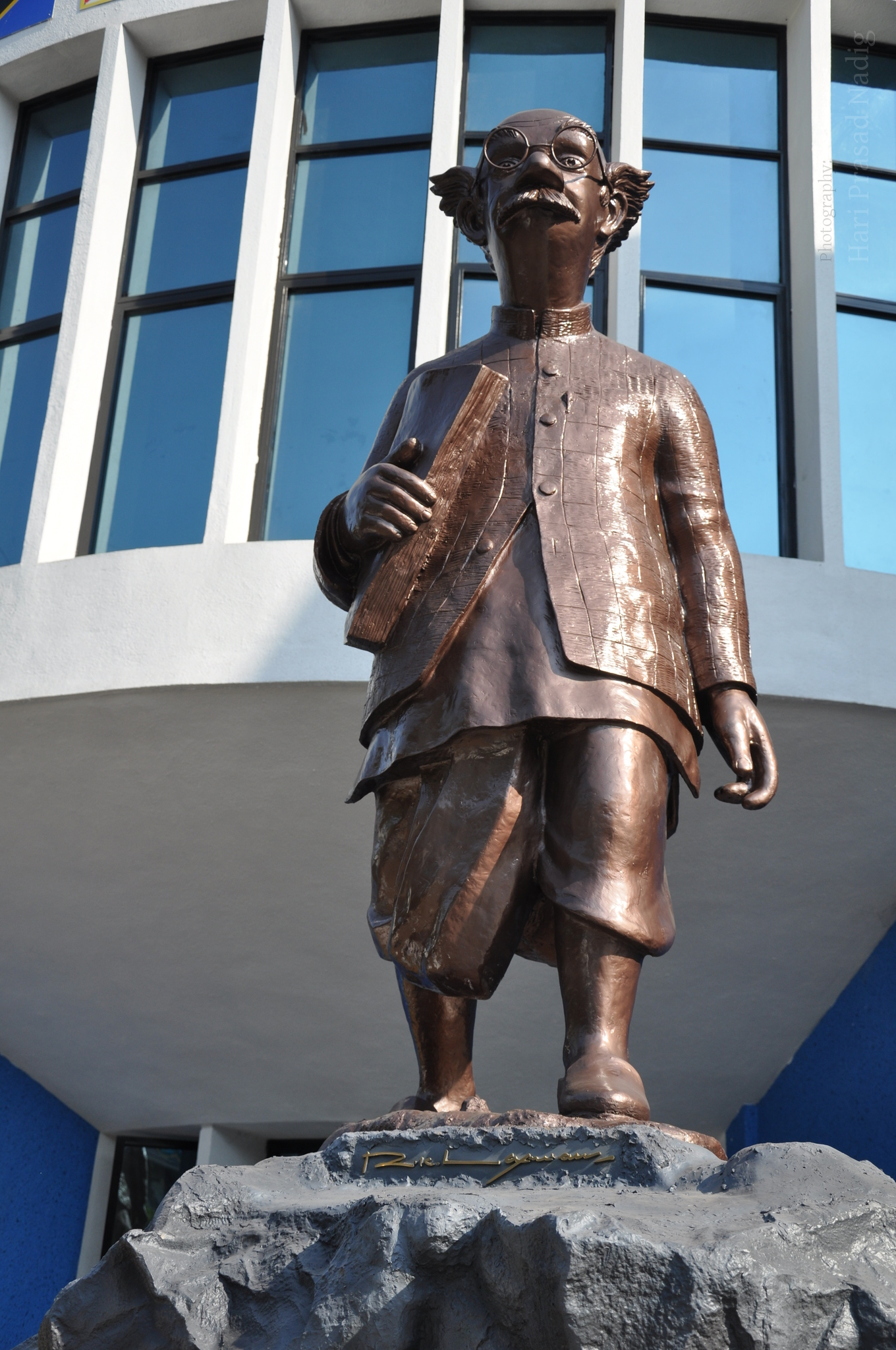
El hombre común, creación del dibujante R. K. Laxman. El hombre común es mucho más que una simple ilustración o un personaje de ficción. Tiene estatua, tiene sello postal con su figura, y es la mascota de una línea aérea doméstica en India.

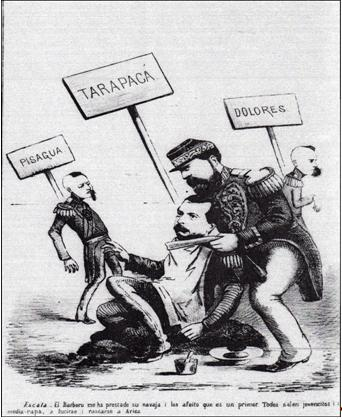
Caricatura chilena en relación con la Guerra del Pacífico.

Un dibujante de prensa es un artista que crea dibujos humorísticos para uno o varios periódicos. Estos dibujos, además de humorísticos, con frecuencia son satíricos, invitando a la reflexión y/o a la crítica político-social. Estos dibujos por lo general no son historietas (cómics) en sentido estricto, salvo en los casos de conformar una serie de viñetas (recuadros), formando lo que en la jerga profesional se llama comic strip (tira de prensa). En la mayoría de los casos, los dibujos de prensa solamente consisten en un único recuadro, formando así un « dibujo único » o « cartoon » (designación esta última propia de los países anglófonos, en donde cartoonist o cartunista es el término casi siempre utilizado para designar a un dibujante de prensa). Pero en el mundo anglófono, cartoonist designa también al dibujante o creador de dibujos animados, ya que cartoon en inglés tiene dos claras acepciones, una en el sentido de  dibujo humorístico o crítico destinado a la prensa, y otra en el sentido de dibujo animado. En francés tanto como en español, se aplican con más frecuencia los neologismos (y anglicismos) cartooniste y cartunista respectivamente, a los autores de « dibujos únicos », para así diferenciarlos de los autores de historietas (las cuales cada vez más son objeto de publicaciones independientes, y cada vez menos integradas de alguna forma en la prensa generalista).

## Tipos de dibujos
En el medio profesional y como ya se ha dicho, generalmente se señala como cartoon a un « dibujo único de prensa », y se designa como cartoonist o cartunista a los autores de tales dibujos. Pero con frecuencia y en el espíritu de los cibernautas y lectores hispanos, el término cartoon se lo asocia principalmente con dibujo animado (aun cuando se conozca perfectamente que en inglés, la palabra cartoon significa tanto « dibujo de prensa » como « dibujo animado »).
El dibujante de prensa igualmente a veces desarrolla para publicar en los periódicos, historias cortas en tres o máximo cuatro cuadros, conocidas en la jerga como banda de strip. Sin duda que en cierto sentido, el cartoon es al dibujo animado, lo que la foto es al cine. Pero el expresionista gráfico es quien tiene el control, manejando la posibilidad y la capacidad de transmitir una historia en varios cuadros, o de desencadenar una reflexión o un pensamiento crítico con un solo dibujo rápido y eficaz.
El dibujante de historietas cuya obra es publicada o republicada en un periódico, sin duda también debe ser considerado como un dibujante de prensa. Y entre los autores de « dibujo único de prensa », se pueden distinguir varios tipos o clases principales :
- El humorista desconectado de la actualidad, que alimenta su arte y su ingenio a partir de estereotipos sociales de su época, y en cuyo caso pueden distinguirse dos subtipos :
  - Caso en el que cada dibujo es acompañado de una leyenda o explicación, y/o de un diálogo ;[4]
  - Caso en el que los dibujos « carecen de palabras », situación en la que se busca un humor « más gráfico » y/o « más basado en el absurdo », y en cierto sentido « más sutil » ; este tipo de dibujo por cierto que existe hoy día, aunque ha perdido parte de la importancia y de la frecuencia que ha tenido en décadas anteriores, debido a la enorme expansión y diversificación de los medios de comunicación.[4]

- El humorista que se dedica a la actualidad, o sea que dibuja y documenta lo que está pasando, recurre a las caricaturas de personalidades y al humor, para materializar su rol de periodista y de editorialista ; en algunos medios de prensa, se usan dibujos de esta clase solamente como un complemento, pero en otros medios de prensa se recurre exclusivamente a ilustraciones.[4]

Pero las distintas especialidades de un dibujante de prensa, ciertamente son muy amplias y variadas, ya que pueden abarcar tanto la « política », como los « sucesos de actualidad », y el « humor », y las « caricaturas », y las « ilustraciones de teatros y cabarets », o del « music-hall », o de la « televisión », o del « cine », o de los « deportes », o de los « eventos mundiales », o de « reportajes exóticos », etc.

## Campo de actividad
El dibujante de historietas cuya obra es publicada o prepublicada en un periódico, es un dibujante de prensa.
Entre los autores gráficos cuya producción se basa en « dibujos únicos », pueden distinguirse dos tipos de profesionales :
- El humorista en buena medida desconectado de las noticias y de sucesos recientes que alimentan las publicaciones populares, ya que trabaja con estereotipos sociales de su época, y donde o bien el dibujo suele acompañarse de una leyenda o de un diálogo como texto de pie de imagen (Jean Bellus, Jacques Lavergne…), o donde o bien el dibujo no posee leyendas o palabras de ninguna clase, pues busca un humor más « gráfico » y en muchos casos poniendo en evidencia algún tipo de « absurdo » o de « incongruencia » (Bosc, Chaval, Mose…). A pesar de que este tipo de dibujante continúa existiendo hoy día, debe reconocerse que ha perdido buena parte de su importancia y de su vigencia, frente al enorme desarrollo actual de los medios masivos de comunicación social.
- El humorista que trata y comenta la actualidad (Plantu, Chappatte, Lap, Charb, etc.) recurriendo a las caricaturas de personalidades y a situaciones jocosas y/o ridículas, con el fin de asegurar el interés de los lectores, y con el fin de reafirmar el rol editorialista. Ciertas publicaciones periódicas que reivindican muy particularmente la sátira en sus presentaciones, son casi exclusivamente ilustradas a través de dibujos de prensa, como por ejemplo se encuentra presente en las publicaciones Le Canard enchaîné, Charlie Hebdo, Siné Mensuel, le Ravi…

Guillaume Doizy, especialista en la historia del dibujo de prensa, afirma en relación con este asunto:  "C'est une spécificité française. Ici, on cogne, on utilise le dessin de façon militante pour contester, dénoncer, faire tomber les barrières" (traducción al español: "Es una especialidad francesa. Respecto a esta cuestión, se golpea e impacta a la gente, y se utiliza el dibujo de manera militante para cuestionar, denunciar, y remover barreras y preconceptos").
Y por su parte, el historiador Christian Delporte a este respecto agrega: "Il n'y a pas l'équivalent d'un Charlie Hebdo à l'étranger. La singularité de cet hebdomadaire, c'est d'être non seulement dans la satire politique, mais aussi dans la critique sociale, voire l'écologie, l'économie et la finance…" (traducción al español: "No hay equivalente de un 'Charlie Hebdo' al extranjero. La singularidad de este semanario, no solamente es de estar en la sátira política, sino también de aportar respecto de la crítica social, en áreas tales como la ecología, la economía, y las finanzas…").

## Estatus
Algunos dibujantes transitan de una especialidad a otra (por ejemplo, Jacques Faizant), y algunos (por ejemplo Cabu) se dedican en paralelo a los dibujos de prensa y a la ilustración publicitaria, pero a pesar de estas diferencias, todos estos trabajadores son considerados periodistas.

## Formación
Para ser «Dibujante de prensa», no hay cursos específicos que puedan ser seguidos; específicamente, esta actividad profesional requiere : 
- buena aptitud para el dibujo, lo que se adquiere y perfecciona, o bien siguiendo algún curso o formación de tipo artístico, o bien en forma autodidacta ;
- rapidez de reacción y de ejecución para poder trabajar en relación con la actualidad inmediata, en especial cuando se está vinculado a la prensa cotidiana ; ciertos dibujantes sacan buen partido de este don natural o adquirido, participando en emisiones en directo de televisión, o en animaciones de sala en congresos, coloquios, y seminarios.

## Trabajo
- El dibujante de prensa debe ser lo más incisivo posible, y al margen del uso que pueda darle a la palabra escrita, su talento se refleja en el uso dado a lápices y pinceles, y eventualmente a la tableta gráfica.

- El salario depende del periódico para el que trabaja el dibujante de prensa; puede que sea pagado por mes o sobre la base del número de dibujos realizados.[13]

- La actividad de dibujante de prensa, si bien está muy ligada al periodismo, es sin duda una profesión artística.[13]

## El dibujo de prensa y la libertad de prensa
Cita de Kofi Annan, secretario general de la ONU, durante el seminario « Unlearning intolerance / Désapprendre l’intolérance »: « J’ai toujours pensé que les dessins humoristiques occupent une place prépondérante dans la presse. Ils jouent un rôle particulier en façonnant l’opinion publique, car une image a généralement sur le cerveau un effet plus fort et plus direct que des mots et aussi parce qu’il y a beaucoup plus de gens qui sont prêts à regarder un dessin qu’à lire un article » (16 de octubre de 2006).
Traducción al español : « Siempre pensé que los dibujos humorísticos ocupan un lugar preponderante en la prensa, un rol particular en la formación de la opinión pública, pues una imagen generalmente tiene sobre el cerebro humano un efecto más fuerte y directo que las propias palabras, y también porque hay mucha más gente dispuesta a mirar un dibujo que a leer un artículo »

En 2005, y como consecuencia de las violentas reacciones que siguieron a las publicaciones de caricaturas de Mahoma en el periódico danés Jyllands-Posten, resultó indispensable reflexionar sobre el rol periodístico de los dibujos en relación con las responsabilidades que se pudieran proyectar sobre los lectores. Un encuentro fundacional sobre este tema fue entonces promovido por la ONU en Nueva York, el 16 de octubre de 2006 : Kofi Annan y Plantu reunieron entonces doce dibujantes internacionales durante un coloquio titulado «Desaprender la intolerancia – dibujar para la paz».
Los doce dibujantes que entonces participaron fueron : Ann Telnaes (Estados Unidos), Baha Boukhari (Palestina), Carsten Graabæk (Dinamarca), Cintia Bolio (México), Jeff Danziger (Estados Unidos), Gado (Kenia), Liza Donnelly (Estados Unidos), Michel Kichka (Israel), Mike Luckovich (Estados Unidos), NO-RÍO (Japón), Plantu (Francia), Ranan Lurie (Estados Unidos).